# NGC 2758
NGC 2758 ist eine Balken-Spiralgalaxie mit großräumigen Sternentstehungsgebieten vom Hubble-Typ SBbc im Sternbild Hydra südlich des Himmelsäquators. Sie ist schätzungsweise 79 Millionen Lichtjahre von der Milchstraße entfernt und hat einen Durchmesser von etwa 40.000 Lj.  

Im selben Himmelsareal befinden sich die Galaxien NGC 2754, NGC 2757, IC 2436, IC 2437.
Das Objekt wurde im Jahr 1886 von dem Astronomen Frank Muller am Leander McCormick Observatory entdeckt.